# Rhytidoponera punctata
Rhytidoponera punctata é uma espécie de formiga do gênero Rhytidoponera.